# Ораховица (Жепче)
Ораховница је насељено мјесто у Босни и Херцеговини у општини Жепче које административно припада Федерацији Босне и Херцеговине. Према попису становништва из 1991. у насељу је живјело 1.295 становника.

## Географски положај
Налази се око 1 km низводно и источно од града Жепча.

## Становништво
| Националност       | 1991.          | 1981.        | 1971.        |
| Хрвати             | 1.099 (84,86%) | 890 (83,25%) | 712 (86,82%) |
| Срби               | 149 (11,50%)   | 51 (4,77%)   | 104 (12,68%) |
| Муслимани          | 9 (0,69%)      | 5 (0,46%)    | 3 (0,36%)    |
| Југословени        | 25 (1,93%)     | 120 (11,22%) | 0            |
| остали и непознато | 13 (1,00%)     | 3 (0,28%)    | 1 (0,12%)    |
| Укупно             | 1.295          | 1.069        | 820          |